# Phoenix Technologies
Phoenix Technologies (NASDAQ: PTEC) é uma empresa estadunidense de computação fundada em 1979 na Califórnia, Estados Unidos que produz software básico para computadores pessoais: BIOS e firmware. A Phoenix Technologies é responsável pelo desenvolvimento do padrão El Torito juntamente com a IBM.
Dada a natureza de seus produtos, os principais clientes da empresa são outras empresas que trabalham com produção de dispositivos para computadores. Em 1998, a empresa adquiriu a empresa de tecnologia Award Software.